# Renato Costa
Renato Costa (Lavradio, Barreiro, 1 de Junho de 1960 - Dezembro de 2011), foi um pedagogo e gastrónomo português.

## Biografia

### Nascimento e formação
Renato Costa nasceu em 1 de Junho de 1960, na povoação do Lavradio, no concelho do Barreiro.
Licenciou-se em história, e fez a pós-graduação em Gestão de Recursos Humanos e Estudos Diplomáticos - Relações Internacionais. Em 2002, concluiu o mestrado em História Contemporânea, na Faculdade de Letras de Lisboa.

### Carreira profissional
Iniciou a sua carreira profissional na área do ensino. Exerceu como director pedagógico no Colégio Internacional de Vilamoura desde 1987 até ao seu falecimento, tendo liderado um grupo de professores que estavam a estudar um modelo de educação internacional para Portugal. Na sequência destas investigações, lançou a obra Uma educação para a vida – um projecto de educação internacional no séc. XXI, onde reuniu a sua experiência em práticas educativas naquele estabelecimento de ensino. Foi um dos principais responsáveis pela evolução do Colégio Internacional, que foi um dos pioneiros no ensino precoce de idiomas, tendo-se destacado pelas suas metodologias no ensino e pelo seu ambiente criativo. Em 2009, atingiu o primeiro lugar entre as escolas secundárias de todo o mundo, em termos de investigação científica.
Ao mesmo tempo que trabalhava no Colégio Internacional de Vilamoura, também este integrado na delegação do Algarve da Secretaria de Estado da Cultura.
Renato Costa trabalhou igualmente nos campos do ensino particular e cooperativo, tanto dentro como fora do país, tendo sido secretário geral daquelas duas áreas entre 1993 e 1995. Também colaborou em várias missões internacionais de educação, e fazia parte da associação American Educational Research Association.
Dedicou-se também à investigação gastronómica, tendo feito vários projectos sobre a cozinha mediterrânica desde 2005, que foram reunidos na obra Sombras Reflectidas, de 2010. Também no ramo da gastronomia, publicou o livro Em Lume Brando em 2006, sobre a cozinha tradicional algarvia.

### Falecimento e homenagens
Renato Costa faleceu em Dezembro de 2011, no Hospital do Barreiro, devido a uma doença prolongada. As cerimónias religiosas tiveram lugar na Igreja da Misericórdia, no Barreiro, tendo o corpo sido cremado na Quinta do Conde.
Em 2009, na sequência dos 22 anos como director pedagógico, recebeu o grau de Honoris Causa pelo Consejo Iberoamericano en Honor a la Calidad Educativa, na cidade de Lima, no Peru, e o título de Maestria en Tecnologia Educativa de Iberoamérica.
Após o seu falecimento, foi homenageado pelo Colégio Internacional de Vilamoura, que descerrou um mural com o seu retrato no estabelecimento de ensino, e lançou o livro Um Sentido para a Vida – pensamentos intemporais de Renato Costa, onde foram coligidos vários textos que deixou, entre cartas, bilhetes e outros documentos.